# Heliga korsets upphöjelses kyrka, Jekaterinburg
Heliga korsets upphöjelses kyrka (ryska: Крестовоздвиженская церковь; translitteration: Krestovozdvishenskaja tserkov) är en rysk-ortodox kyrkobyggnad tillhörande Heliga korsets upphöjelses kloster, belägen i staden Jekaterinburg i Sverdlovsk oblast vid Uralbergen, i Ryssland.
Kyrkan är helgad åt Det heliga korsets upphöjelse och tillhör Jekaterinburgs stift.

## Historik
Heliga korsets upphöjelses kyrka i Jekaterinburg började att byggas år 1878 och invigdes den 24 augusti 1880. Den uppfördes på bekostnad av köpmannen V.V. Krivtsov.
På 1930-talet stängdes kyrkan ned. 1993 lämnades kyrkan tillbaka.

## Bilder

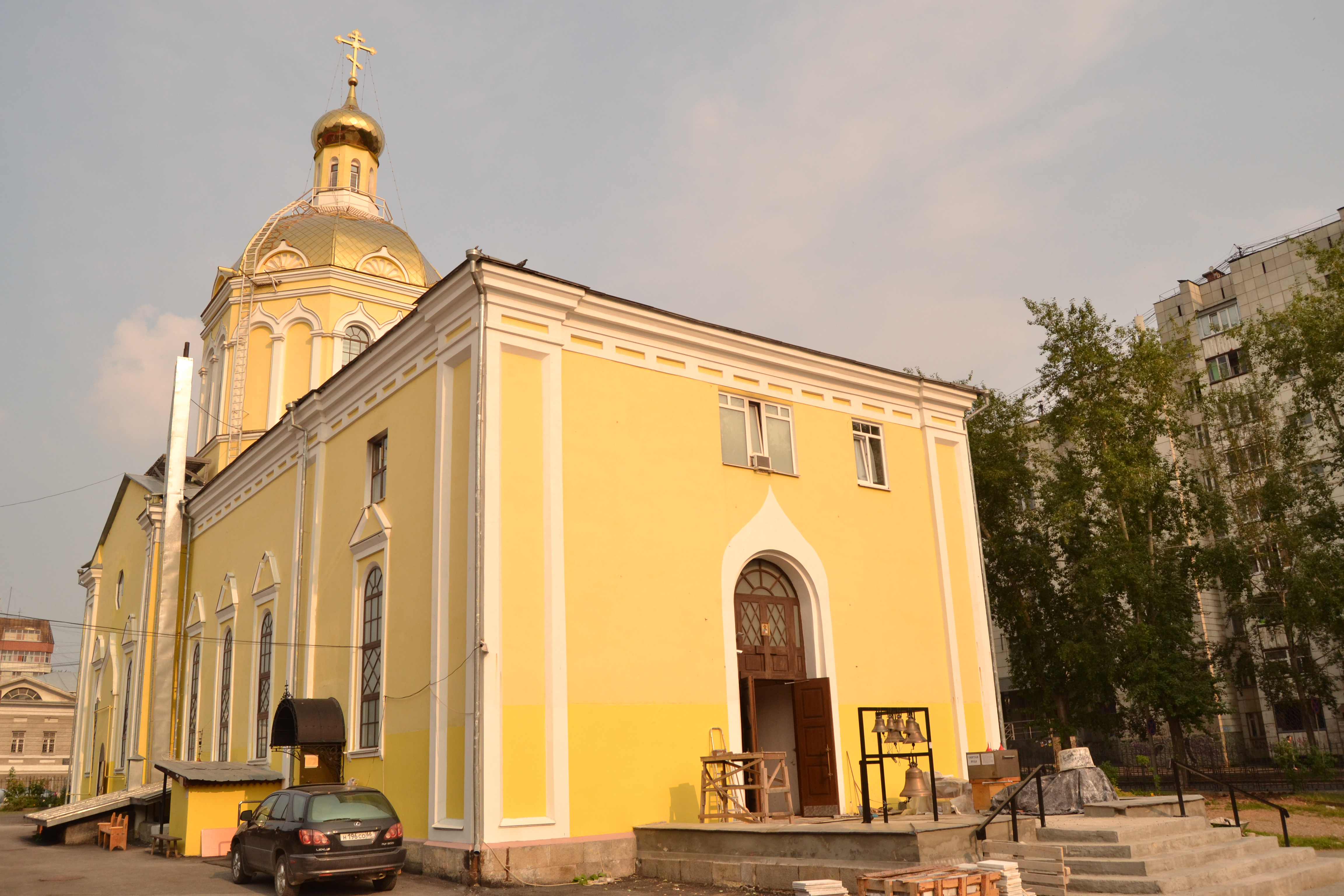
Framsidan och entrén.
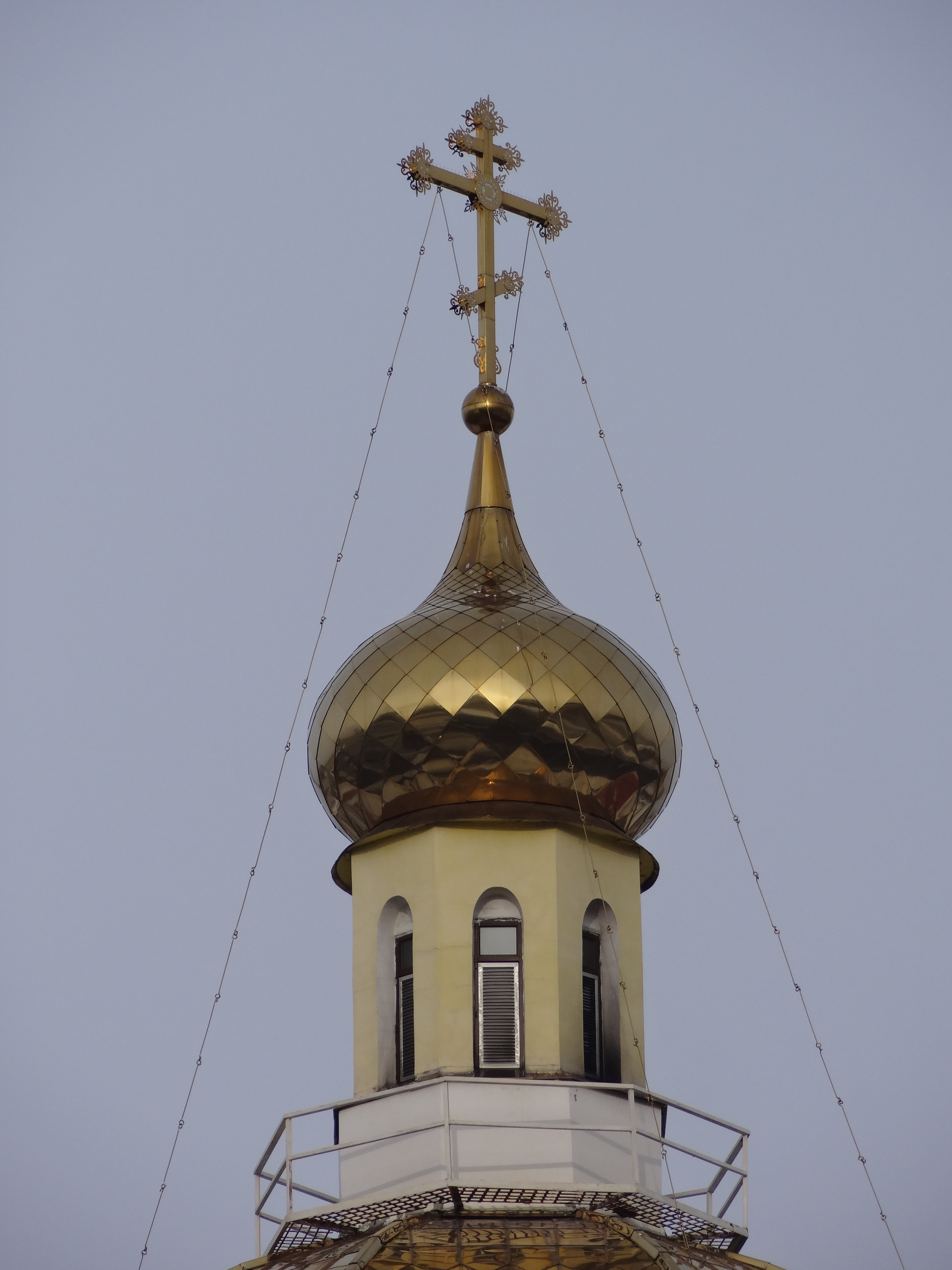
Närbild på kupolen och korset.